# Sarha
Sarha (arab. سرحا) – wieś w Syrii, w muhafazie Hama. W 2004 roku liczyła 644 mieszkańców.